# Braničevo
Braničevo (cyr. Браничево) – wieś w Serbii, w okręgu braniczewskim, w gminie Golubac. W 2011 roku liczyła 805 mieszkańców.